# Championnats nationaux de cyclisme sur route en 2010
Navigation
2009 2011
Les championnats nationaux de cyclisme sur route en 2010 commencent dès janvier pour l'Australie et la Nouvelle-Zélande. La plupart des championnats nationaux de cyclisme ont lieu aux mois de juin et juillet.

## Champions 2010

### Élites hommes
| Pays                   | Course en ligne          | Contre-la-montre         |
| ---------------------- | ------------------------ | ------------------------ |
| Afrique du Sud         | Christoff van Heerden    | Kevin Evans              |
| Albanie                | Redi Halilaj             | Pas organisé             |
| Allemagne              | Christian Knees          | Tony Martin              |
| Antigua-et-Barbuda     | Cosmos Richardson        | Robert Marsh             |
| Argentine              | Jorge Antonio Pi         | Matías Médici            |
| Australie              | Travis Meyer             | Cameron Meyer            |
| Autriche               | Harald Starzengruber     | Pas organisé             |
| Bahamas                | Lee Farmer               | Pas organisé             |
| Belgique               | Stijn Devolder           | Stijn Devolder           |
| Belize                 | Leroy Casalova           | Byron Pope               |
| Bénin                  | Aubierge Soglo           | Augustin Amoussouvi      |
| Biélorussie            | Aliaksandr Kuschynski    | Branislau Samoilau       |
| Bolivie                | Óscar Soliz              | Óscar Soliz              |
| Brésil                 | Murilo Fischer           | Luis Tavares Amorim      |
| Bulgarie               | Danail Petrov            | Vladimir Koev            |
| Burkina Faso           | Abdul Wahab Sawadogo     | Pas organisé             |
| Canada                 | Will Routley             | Svein Tuft               |
| Chili                  | Luis Fernando Sepúlveda  | Marco Arriagada          |
| Colombie               | Félix Cárdenas           | Carlos Ospina            |
| Chypre                 | Vassílis Adámou          | Vassílis Adámou          |
| Costa Rica             | Henry Raabe              | José Adrián Bonilla      |
| Croatie                | Radoslav Rogina          | Matija Kvasina           |
| Cuba                   | Raúl Granjel             | Arnold Alcolea           |
| Curaçao                | Marc de Maar             | Marc de Maar             |
| Danemark               | Nicki Sørensen           | Jakob Fuglsang           |
| Émirats arabes unis    | Yousif Mirza             | Pas organisé             |
| Équateur               | José Ragonessi           | Segundo Navarrete        |
| Espagne                | José Iván Gutiérrez      | Luis León Sánchez        |
| Estonie                | Kalle Kriit              | Tanel Kangert            |
| États-Unis             | Benjamin King            | Taylor Phinney           |
| Finlande               | Jussi Veikkanen          | Matti Helminen           |
| France                 | Thomas Voeckler          | Nicolas Vogondy          |
| Grande-Bretagne        | Geraint Thomas           | Bradley Wiggins          |
| Grèce                  | Ioánnis Tamourídis       | Ioánnis Tamourídis       |
| Guatemala              | Edgar Hoch               | Manuel Rodas             |
| Hong Kong              | Tang Wang Yip            | Pas organisé             |
| Hongrie                | Péter Kusztor            | Péter Kusztor            |
| Iran                   | Mahdi Sohrabi            | Hossein Askari           |
| Irlande                | Matthew Brammeier        | David McCann             |
| Israël                 | Niv Libner               | Eyal Rahat               |
| Italie                 | Giovanni Visconti        | Marco Pinotti            |
| Jamaïque               | Oneil Samuels            | Oneil Samuels            |
| Japon                  | Takashi Miyazawa         | Shinichi Fukushima       |
| Kazakhstan             | Maxim Gourov             | Andrey Mizourov          |
| Kirghizistan           | Eugen Wacker             | Eugen Wacker             |
| Lettonie               | Aleksejs Saramotins      | Raivis Belohvoščiks      |
| Libye                  | Fathi Al Tayeb           | Pas organisé             |
| Liechtenstein          | Daniel Rinner            | Daniel Rinner            |
| Lituanie               | Vytautas Kaupas          | Ignatas Konovalovas      |
| Luxembourg             | Fränk Schleck            | Andy Schleck             |
| Malaisie               | Mohammed Othman          | Pas organisé             |
| Malte                  | Maurice Formosa          | Etienne Bonello          |
| Maroc                  | Mohammed Said El Ammoury | Mouhssine Lahsaini       |
| Maurice                | Hugo Caëtane             | Yannick Lincoln          |
| Mexique                | Carlos López González    | Raúl Alcalá              |
| Moldavie               | Alexandr Pliuschin       | Sergiu Cioban            |
| Mongolie               | Tuguldur Tuulkhangai     | Tuguldur Tuulkhangai     |
| Namibie                | Joris Harteveld          | Jacques Cellier          |
| Norvège                | Thor Hushovd             | Edvald Boasson Hagen     |
| Nouvelle-Zélande       | Jack Bauer               | Gordon McCauley          |
| Ouzbékistan            | Sergueï Lagoutine        | Sergueï Lagoutine        |
| Paraguay               | Rubén Armoa              | Gustavo Carlson          |
| Pays-Bas               | Niki Terpstra            | Jos van Emden            |
| Pérou                  | Jorge Quispe             | John Cunto González      |
| Pologne                | Jacek Morajko            | Jarosław Marycz          |
| Porto Rico             | Juan Martínez Adorno     | Jaime Colón              |
| Portugal               | Rui Sousa                | Rui Costa                |
| République dominicaine | Deivy Capellan Almonte   | Augusto Sánchez          |
| République tchèque     | Petr Benčík              | František Raboň          |
| Roumanie               | Andrei Nechita           | George Daniel Anghelache |
| Russie                 | Alexandr Kolobnev        | Vladimir Gusev           |
| Salvador               | Mario Wilfredo Contreras | Mario Wilfredo Contreras |
| Serbie                 | Žolt Der                 | Esad Hasanović           |
| Singapour              | Darren Low               | Darren Low               |
| Slovaquie              | Jakub Novák              | Martin Velits            |
| Slovénie               | Gorazd Štangelj          | Gregor Gazvoda           |
| Suède                  | Michael Stevenson        | Gustav Larsson           |
| Suisse                 | Martin Elmiger           | Rubens Bertogliati       |
| Tunisie                | Rafaâ Chtioui            | Ahmed Mraihi             |
| Turquie                | Behçet Usta              | Kemal Küçükbay           |
| Ukraine                | Vitaliy Popkov           | Vitaliy Popkov           |
| Uruguay                | Pablo Pintos             | Jorge Soto               |
| Venezuela              | José Alirio Contreras    | Tomás Gil Martínez       |
| Zimbabwe               | Dave Martin              | Dave Martin              |

### Élites femmes
| Pays                   | Course en ligne         | Contre-la-montre       |
| ---------------------- | ----------------------- | ---------------------- |
| Afrique du Sud         | Cherise Taylor          | Cashandra Slingerland  |
| Allemagne              | Charlotte Becker        | Judith Arndt           |
| Antigua-et-Barbuda     | Lindsay Duff            | Tamiko Butler          |
| Argentine              | Marcela Veronica Zarate | Valeria Müller         |
| Australie              | Ruth Corset             | Amber Halliday         |
| Bahamas                | Linda Holowesko         | Pas organisé           |
| Belgique               | Liesbet De Vocht        | Grace Verbeke          |
| Belize                 | Shalini Zabaneh         | Shalini Zabaneh        |
| Biélorussie            | Axana Papko             | Axana Papko            |
| Bolivie                | Valeria Escobar         | Valeria Escobar        |
| Canada                 | Joëlle Numainville      | Julie Beveridge        |
| Chili                  | Paola Muñoz             | Olga Cisterna          |
| Chypre                 | Antria Christophorou    | Pas organisé           |
| Croatie                | Marina Boduljak         | Jelena Gracin          |
| Cuba                   | Yudelmis Domínguez      | Dalila Rodríguez       |
| Danemark               | Annika Langvad          | Annika Langvad         |
| Équateur               | Maria Parra             | Maria Parra            |
| Espagne                | Leire Olaberría         | Leire Olaberría        |
| Estonie                | Grete Treier            | Grete Treier           |
| États-Unis             | Mara Abbott             | Evelyn Stevens         |
| Finlande               | Carina Ketonen          | Anna Lindström         |
| France                 | Mélodie Lesueur         | Jeannie Longo          |
| Grande-Bretagne        | Emma Pooley             | Emma Pooley            |
| Grèce                  | Elissavet Chantzi       | Elissavet Chantzi      |
| Guatemala              | Cindy Morales           | Cindy Morales          |
| Hongrie                | Krisztina Fay           | Anikó Révész           |
| Irlande                | Olivia Dillon           | Olivia Dillon          |
| Israël                 | Inbar Ronen             | Yarden Avidan          |
| Italie                 | Monia Baccaille         | Tatiana Guderzo        |
| Japon                  | Mayuko Hagiwara         | Mayuko Hagiwara        |
| Lituanie               | Aušrinė Trebaitė        | Katazyna Sosna         |
| Luxembourg             | Christine Majerus       | Christine Majerus      |
| Malaisie               | Mariana Mohammad        | Pas organisé           |
| Malte                  | Marie Claire Aquilina   | Pas organisé           |
| Mexique                | Verónica Leal Balderas  | Verónica Leal Balderas |
| Mongolie               | Jamsran Ulzii-Solongo   | Jamsran Ulzii-Solongo  |
| Nouvelle-Zélande       | Rushlee Buchanan        | Melissa Holt           |
| Norvège                | Lise Hafsø Nøstvold     | Gunn Hilleren          |
| Pays-Bas               | Loes Gunnewijk          | Marianne Vos           |
| Pérou                  | Cinthya Dávila          | Maria Avendaño         |
| République dominicaine | Pas organisé            | Hilda Castillo         |
| République tchèque     | Martina Sáblíková       | Martina Sáblíková      |
| Roumanie               | Eniko Nagy              | Beata-Adrienne Pringer |
| Russie                 | Tatiana Antoshina       | Tatiana Antoshina      |
| Salvador               | Evelyn García           | Evelyn García          |
| Slovaquie              | Katarina Uhlarikova     | Alzbeta Pavlendova     |
| Suède                  | Emma Johansson          | Emilia Fahlin          |
| Suisse                 | Emilie Aubry            | Pascale Schnider       |
| Ukraine                | Nina Ovcharenko         | Hanna Solovey          |
| Zimbabwe               | Linda Rousseau          | Linda Davidson         |

### Moins de 23 ans - hommes
| Pays                   | Course en ligne     | Contre-la-montre            |
| ---------------------- | ------------------- | --------------------------- |
| Afrique du Sud         | Johann van Zyl      | Reinardt Janse van Rensburg |
| Allemagne              | John Degenkolb      | Marcel Kittel               |
| Argentine              | Agustín Fraysse     | Sergio Godoy                |
| Australie              | Michael Hepburn     | Rohan Dennis                |
| Belgique               | Laurens De Vreese   | Jonathan Breyne             |
| Bolivie                | Wílder Juchani      | Wílder Juchani              |
| Brésil                 | Tiego Gasparotto    | Thiago Nardin               |
| Canada                 | Arnaud Papillon     | Hugo Houle                  |
| Chili                  | Gonzalo González    | Pedro Palma                 |
| Colombie               | Juan Valencia       | Félix Barón                 |
| Costa Rica             | Allan Morales       | César Rojas                 |
| Croatie                |                     | Luka Grubić                 |
| Danemark               | Ricky Enø Jørgensen | Rasmus Christian Quaade     |
| Équateur               | Carlos Quishpe      | Luis García Medina          |
| Espagne                | Albert Torres       | Jesús Herrada               |
| Estonie                |                     | Martin Puusepp              |
| États-Unis             | Benjamin King       | Andrew Talansky             |
| Finlande               |                     | Samuel Halme                |
| France                 | Geoffrey Soupe      | Nicolas Bonnet              |
| Grande-Bretagne        | Andrew Fenn         | Andrew Griffiths            |
| Grèce                  |                     | Polychrónis Tzortzákis      |
| Guatemala              | Miguel Muñoz        |                             |
| Hongrie                | István Molnár       | Gábor Fejes                 |
| Italie                 | Stefano Agostini    | Matteo Mammini              |
| Japon                  | Genki Yamamoto      | Yoshiaki Shimada            |
| Lettonie               |                     | Indulis Bekmanis            |
| Luxembourg             | Joël Zangerlé       |                             |
| Nouvelle-Zélande       | Tom Findlay         | Michael Vink                |
| Norvège                | Magnus Børresen     |                             |
| Pays-Bas               | Tom-Jelte Slagter   | Martijn Keizer              |
| Pologne                | Paweł Charucki      |                             |
| Portugal               | Marco Coelho        | Nélson Oliveira             |
| République dominicaine | José Payano         | Marcos Capellan             |
| République tchèque     |                     | Jakub Novák                 |
| Roumanie               | Andrei Nechita      | Zoltán Sipos                |
| Russie                 | Nikita Novikov      | Valery Kaykov               |
| Salvador               |                     | Sergio Clara                |
| Slovaquie              |                     | Marek Čanecký               |
| Slovénie               | Blaž Furdi          | Blaž Jarc                   |
| Suède                  | Jonas Ahlstrand     |                             |
| Suisse                 | Michael Bär         | Silvan Dillier              |
| Ukraine                | Artem Topchanyuk    |                             |
| Venezuela              | Jonathan Monsalve   | Carlos Gálviz               |
| Zimbabwe               | Bryce Moore         | Pas organisé                |